# Knocknakilla

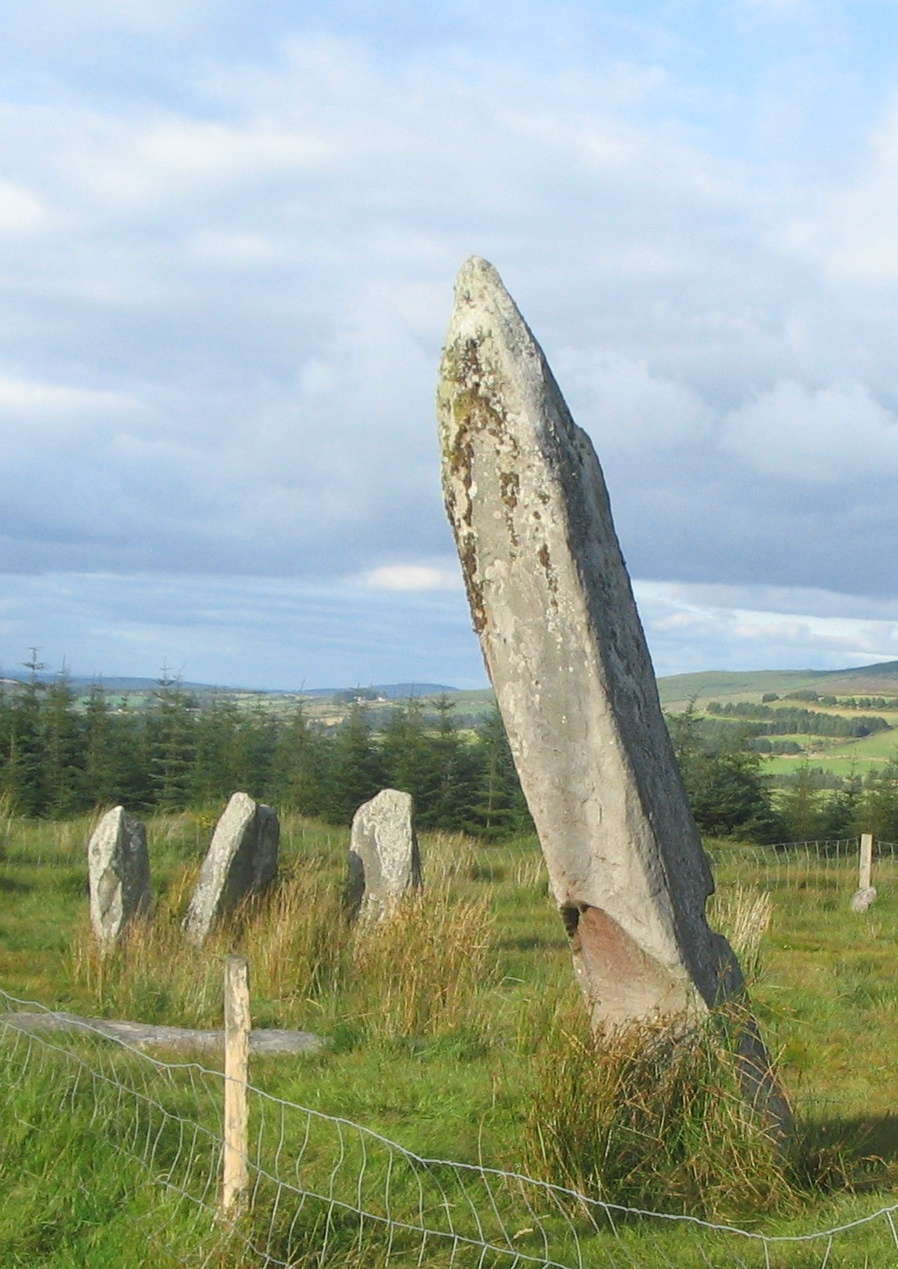
Steinkreis mit Menhir im Vordergrund

Knocknakilla (irisch Cnoc na Cille, (deutsch „Hügel der Kirche“) auch Mushera Beg genannt) ist eine eng benachbarte Denkmalgruppe im gleichnamigen Townland im Millstreet County Park, bestehend aus einem Steinkreis, einem Menhir (englisch Standing Stone) und einem Ring Cairn, 7,8 km südlich von Millstreet im County Cork in Irland.
Der Kreis ist ein beschädigter fünfsteiniger Kreis, von dem nur die beiden Portalsteine und der westliche Stein in situ stehen, während der „axiale oder liegende Stein“ umgekippt ist. Der fünfte Stein fehlt. Südwestlich des Kreises steht ein großer Menhir, der Rest eines Steinpaares, dessen anderes Exemplar zwischen dem Menhir und dem Kreis am Boden liegt. Im Osten des Kreises wurde 1970 beim Torfstechen ein kleiner Ring Cairn mit radialem Steinkreis entdeckt.
In der Nähe liegt der Komplex von Cloghboola Beg (An Chlochbhuaile Bheag).

Knocknakilla
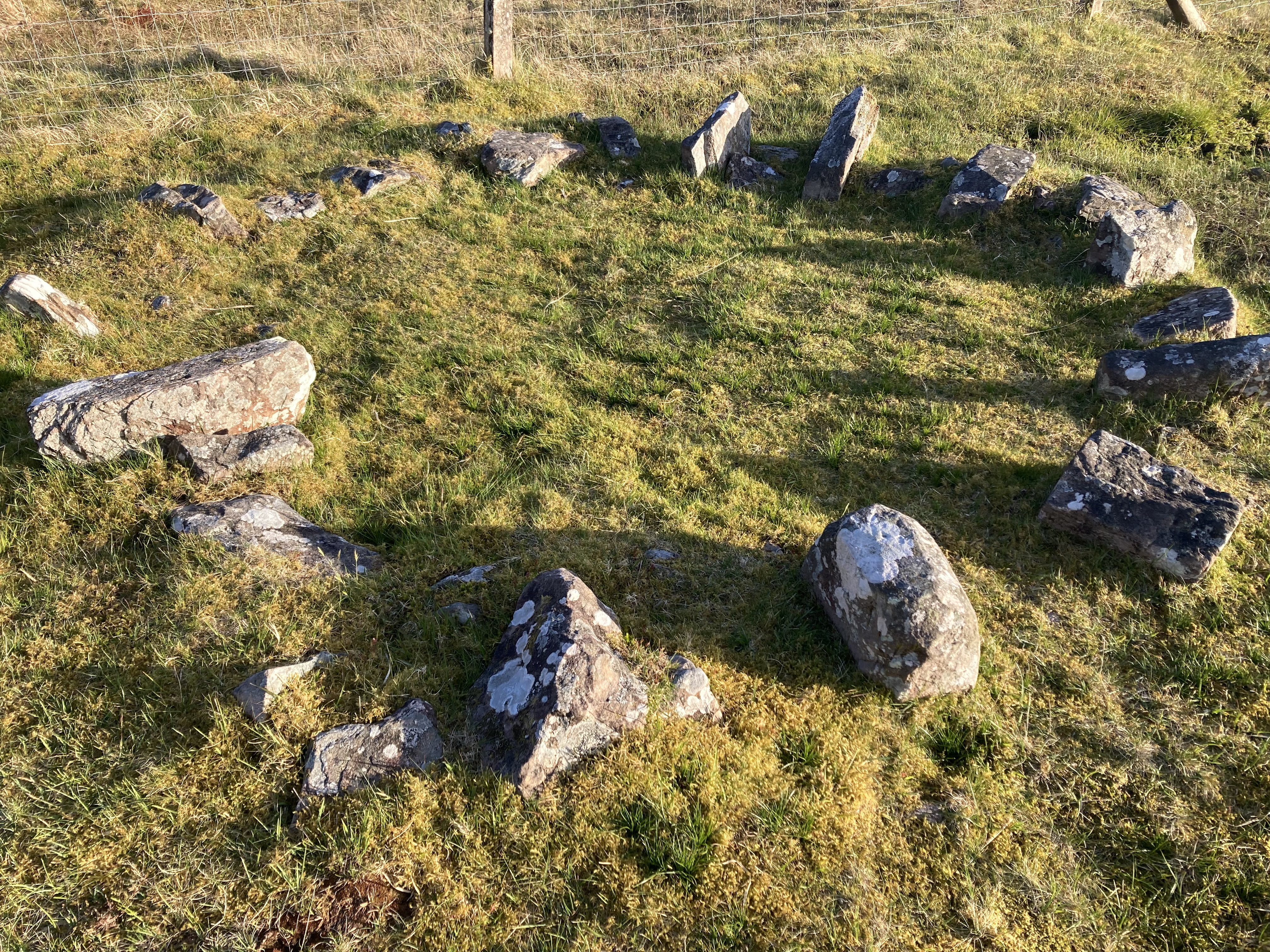
Steinkreis
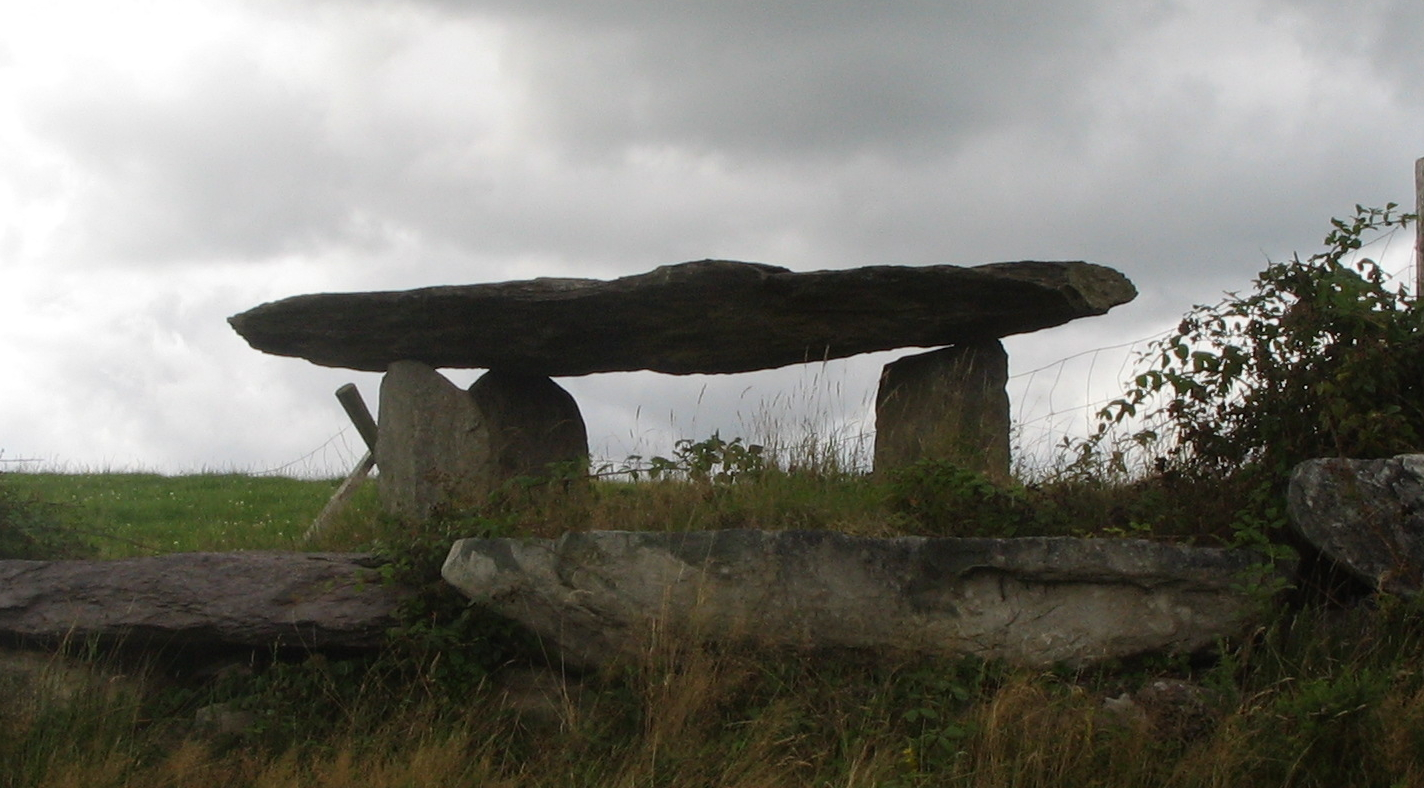
Ein Dolmennachbau